# 佐藤圀夫
佐藤 圀夫（さとう くにお、1922年8月16日 - 2006年1月24日）は、日本画家、日本芸術院会員。岩手県出身。日展理事。名古屋芸術大学教授。主に風景を題材とし、重厚な色感ながら情感あふれる作品を描いた。

## 経歴
岩手県九戸郡野田村出身。1946年東京美術学校日本画科首席卒業、同年第31回院展初入選。1948年に髙山辰雄らの日本画研究団体一采社に参加。1949年日展初入選。1951年から山口蓬春に師事。1954年、第10回日展で「冬」が特選・白寿賞を受賞。1959年第2回新日展「津軽の浜」が特選・白寿賞となり、1962年第5回新日展「夕凪」で菊華賞を受賞。1964年日展会員。1970年名古屋芸術大学教授。1976年日展評議員。1977年第9回改組日展「十三湖の村」で文部大臣賞受賞。1986年紺綬褒章連続受章、1987年金閣寺天井画復元制作、1989年日本芸術院賞受賞、日展理事。1997年名古屋芸術大学を定年退職、名誉教授、勲四等旭日小綬章受章。1999年日本芸術院会員。2000年日展常務理事。
2006年1月24日、肺ガンで死去。生前の功績に対し、政府より旭日中綬章、併せて叙位を賜る。
名古屋芸術大学の教授を長く務めた縁で名古屋日展日本画部門の実質的責任者、岩手県出身者ということで仙台で開催される河北展日本画部門審査責任者、山口蓬春主要門下生ということで山口蓬春記念館理事などをそれぞれ歴任した。
母方の係累には帝国議会衆議院衆議院議員を務めた小田為綱がおり、佐藤圀夫の実兄には早稲田大学第二政経学部学部教授、学部長、名誉教授、参議院特別顧問、弁護士を歴任した佐藤立夫。また佐藤圀夫夫人の係累には洋画家の松本竣介につながる｡

## エピソード
無類の犬好き猫好きで終戦直後からエアーデル・テリア、日本犬、未だ珍しかったマルチーズ、ミニチュアシャナイザー等の犬や猫を愛玩していた。